# Rävsvansmossor
Rävsvansmossor (Thamnobryum) är ett släkte av bladmossor som beskrevs av Julius Aloysius Arthur Nieuwland. Rävsvansmossor ingår i familjen Neckeraceae.

## Bildgalleri

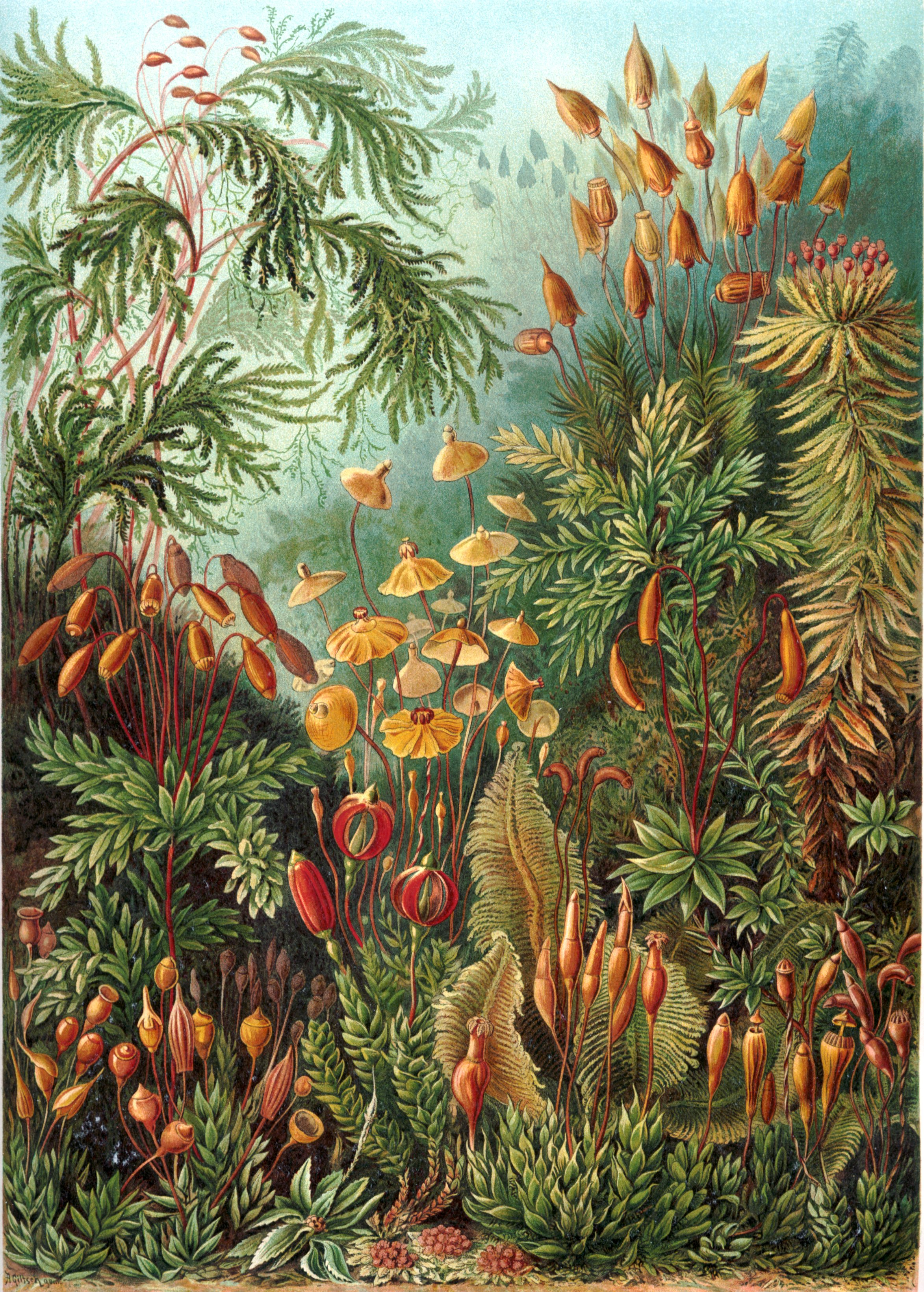
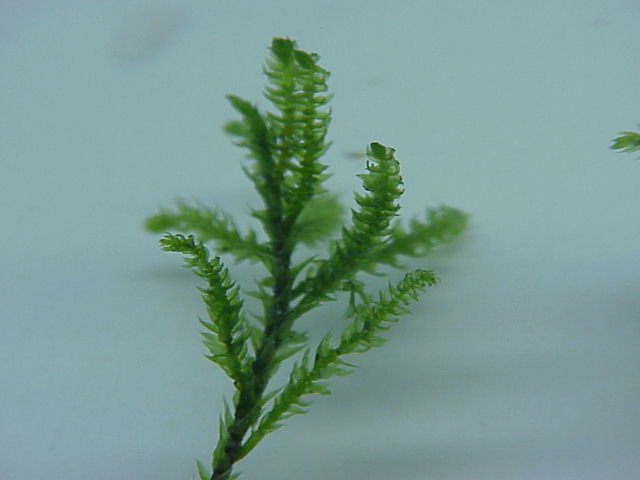
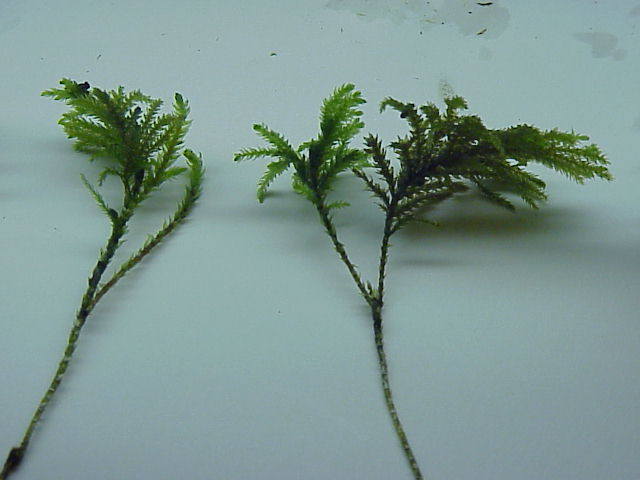
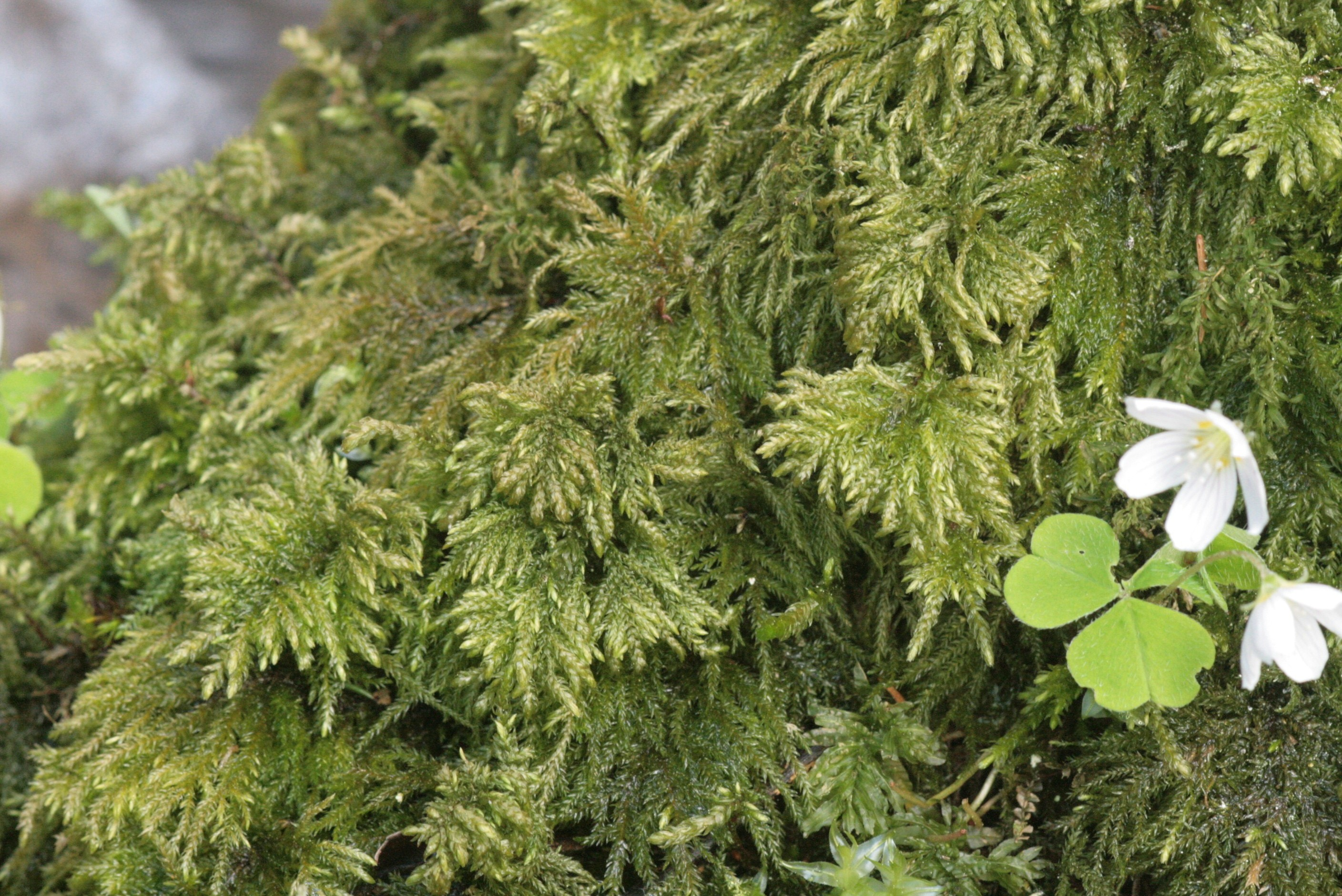
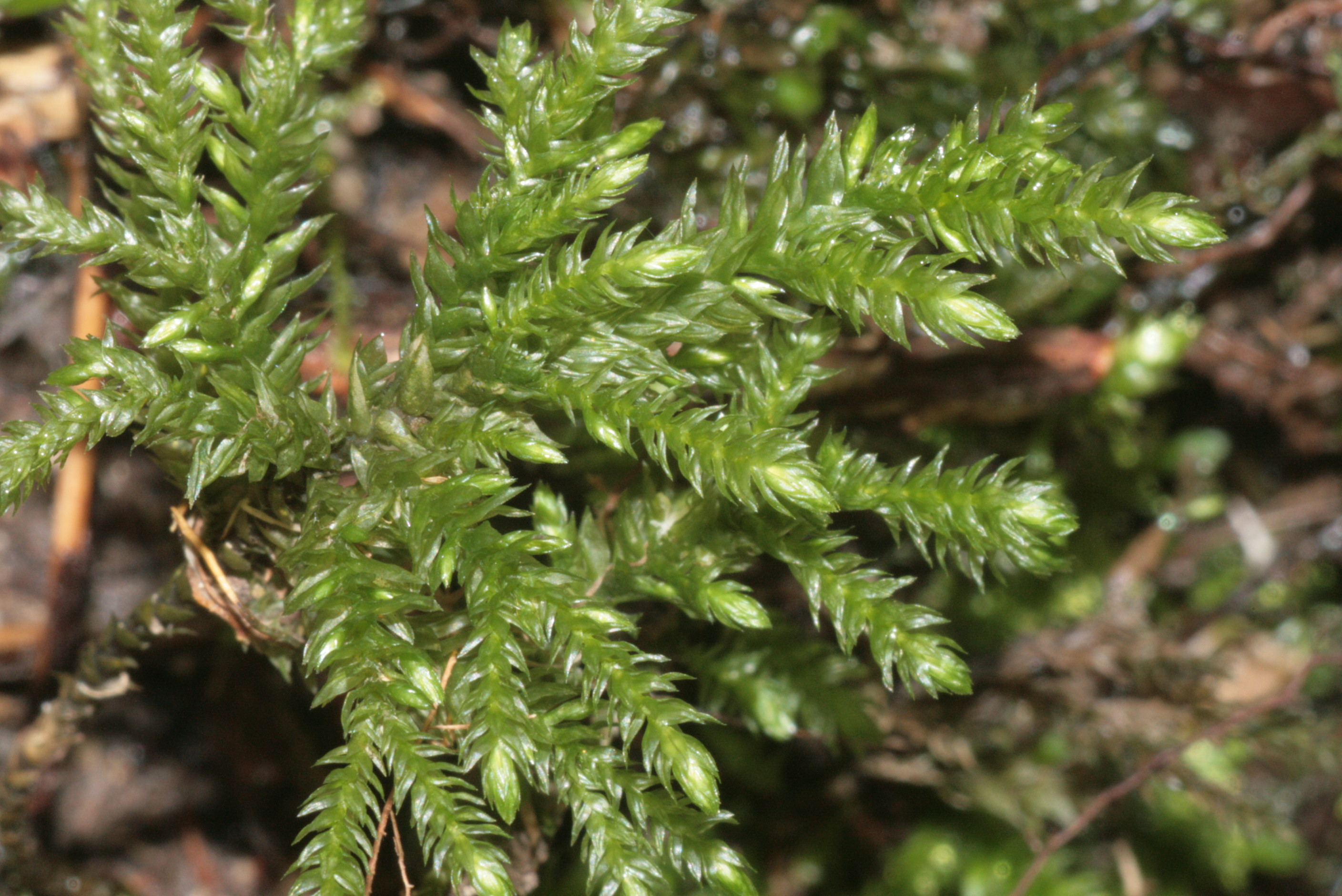
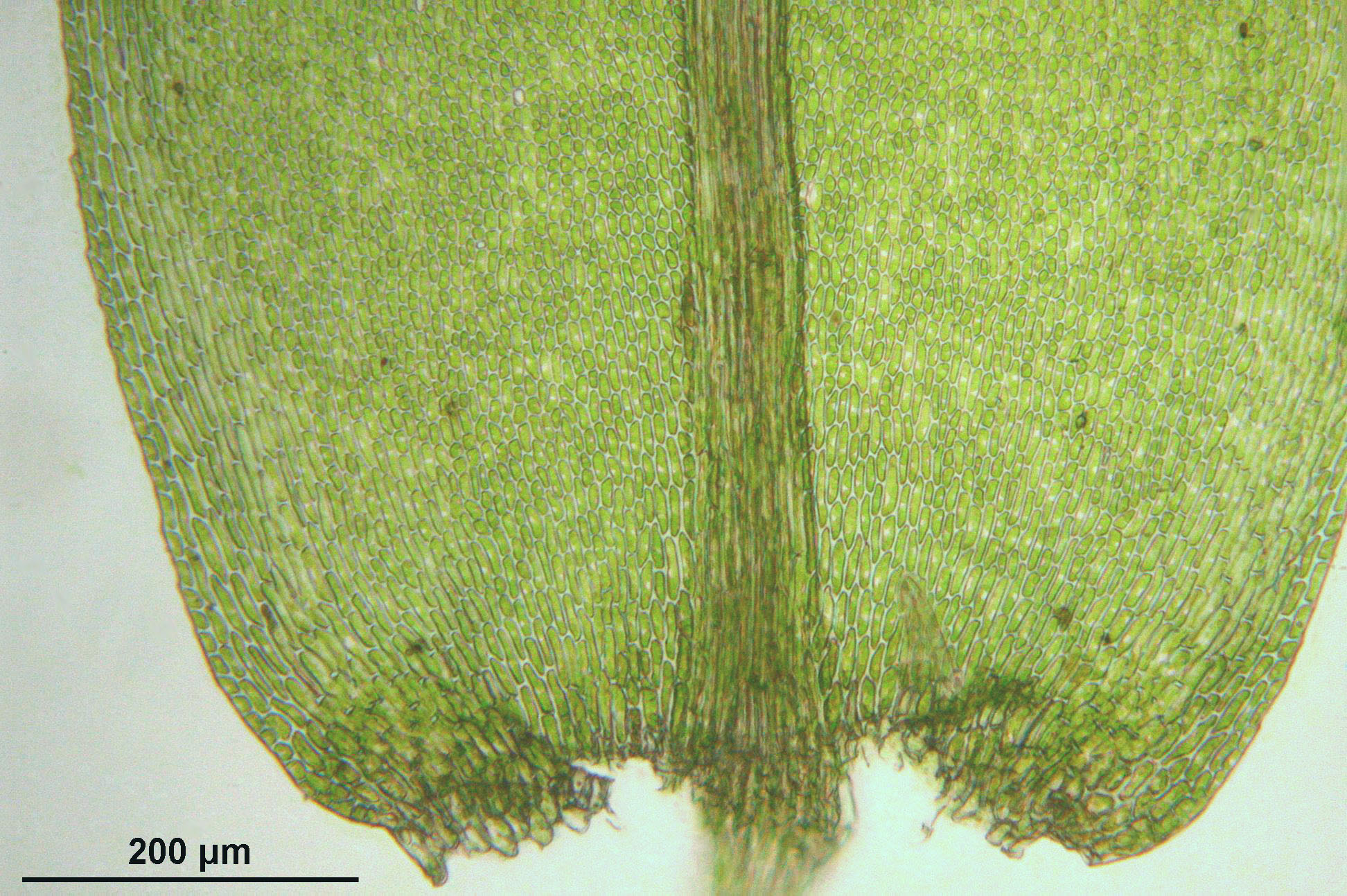

## Dottertaxa till Rävsvansmossor, i alfabetisk ordning[1][2]
- Thamnobryum alleghaniense
- Thamnobryum alopecurum
- Thamnobryum aneitense
- Thamnobryum angustifolium
- Thamnobryum arbusculosum
- Thamnobryum assimile
- Thamnobryum capense
- Thamnobryum caroli
- Thamnobryum cataractarum
- Thamnobryum ceylonense
- Thamnobryum confertum
- Thamnobryum coreanum
- Thamnobryum corticola
- Thamnobryum ellipticum
- Thamnobryum fasciculatum
- Thamnobryum fruticosum
- Thamnobryum grandirete
- Thamnobryum incurvum
- Thamnobryum ingae
- Thamnobryum latifolium
- Thamnobryum liesneri
- Thamnobryum macrocarpum
- Thamnobryum maderense
- Thamnobryum malgachum
- Thamnobryum microalopecurum
- Thamnobryum neckeroides
- Thamnobryum negrosense
- Thamnobryum pandum
- Thamnobryum parvulum
- Thamnobryum pendulirameum
- Thamnobryum planifrons
- Thamnobryum plicatulum
- Thamnobryum proboscideum
- Thamnobryum pumilum
- Thamnobryum rigidum
- Thamnobryum speciosum
- Thamnobryum sublatifolium
- Thamnobryum subseriatum
- Thamnobryum subserratum
- Thamnobryum tumidicaule
- Thamnobryum tumidum
- Thamnobryum vorobjovii